# Félix Álvarez-Arenas Pacheco
Félix Álvarez-Arenas Pacheco (Ceuta, 5 de octubre de 1913-Madrid, 3 de octubre de 1992) fue un militar español, que alcanzó el grado de teniente general y fue el último ministro del Ejército antes de la unificación de los tres departamentos ministeriales militares tras las elecciones generales de 1977.

## Biografía
En 1929 ingresó en la Academia General Militar, de donde salió con el grado de teniente, para incorporarse al Grupo de Fuerzas Regulares Indígenas n.º 3 de Ceuta. Durante la guerra civil española se unió a los sublevados, participando en diversos frentes hasta que fue herido en la batalla del Jarama. En la contienda alcanzó el grado de capitán. Diplomado en Estado Mayor, fue ascendido a Comandante en 1944, a coronel en 1962 y a General de brigada en 1967. Profesor de la Escuela Superior del Ejército, fue capitán general durante el franquismo de la primera, segunda y octava Región Militar. En octubre de 1975 se hizo cargo de la Capitanía de la I Región Militar y el 12 de diciembre de ese mismo año fue nombrado ministro del Ejército en el gobierno de Carlos Arias Navarro. Ocupó el cargo hasta después de las primeras elecciones libres de la transición, donde no formó parte del primer gobierno de Adolfo Suárez. En 1977 fue nombrado director de la Escuela Superior del Ejército.

## Familia
Pertenecía a una familia de tradición castrense. Su padre era el general Eliseo Álvarez-Arenas Romero, que fue inspector general de la Guardia Civil y capitán general de la III Región Militar. Su hermano, Eliseo Álvarez-Arenas Pacheco, fue almirante de la Armada Española y miembro de la Real Academia Española. Su hija, María del Carmen Álvarez-Arenas Cisneros, es diputada del Partido Popular (PP).